# Helmuth Froschauer (Regisseur)
Helmuth Froschauer (* 9. September 1939 in Salzburg; † 11. August 1986 in Locarno) war ein österreichischer Regisseur.

## Leben
Froschauer absolvierte sein Studium und seine Ausbildung in Wien. Erste Engagements hatte er in den frühen 1960er Jahren am dortigen Theater in der Josefstadt. 1971 wurde er Oberspielleiter am Salzburger Landestheater. Danach war er als freier Regisseur in Deutschland und Österreich tätig. Am Wiener Raimundtheater inszenierte er 1982 die Operette Die Csárdásfürstin in einer Neuproduktion anlässlich des 100. Geburtstags des Komponisten Emmerich Kálmán. Am Theater am Dom in Köln inszenierte er das Lustspiel Sein bester Freund von William Douglas-Home; die Produktion wurde auch für das Fernsehen aufgezeichnet und 1986 in der ARD ausgestrahlt. Für den ORF übernahm Froschauer auch mehrfach die Regie bei Hörfunkproduktionen.
Froschauer war mit der österreichischen Schauspielerin Dolores Schmidinger verheiratet. Aus dieser Ehe entstand eine gemeinsame Tochter (* 1979). Aus der Ehe mit der Historikerin Irmtraut Froschauer ging der Filmproduzent Wolfgang Froschauer hervor. Helmuth Froschauers Grab befindet sich auf dem Salzburger Kommunalfriedhof.